# Rytualizm
Rytualizm – kurczowe trzymanie się pewnych tradycyjnych sposobów postępowania w obrębie grupy społecznej lub społeczeństwa, gorliwe przestrzeganie norm, przy zupełnym abstrahowaniu od celów, do realizacji których dąży dana grupa czy społeczeństwo. Ignorowanie wartości uznanych w społeczeństwie lub grupie społecznej. Rytualizm jest jedną z wyróżnionych przez Roberta K. Mertona dewiacji społecznych.